# Parmelinopsis jamesii
Parmelinopsis jamesii är en lavart som först beskrevs av Hale, och fick sitt nu gällande namn av Elix & Hale. Parmelinopsis jamesii ingår i släktet Parmelinopsis och familjen Parmeliaceae.   Inga underarter finns listade i Catalogue of Life.